# Peperomia puberulirrhachis
Peperomia puberulirrhachis är en pepparväxtart som beskrevs av C. Dc.. Peperomia puberulirrhachis ingår i släktet peperomior, och familjen pepparväxter. Inga underarter finns listade i Catalogue of Life.